# Pediana
Pediana là một chi nhện trong họ Sparassidae.